# Воеводкина, Валентина Сергеевна
Валентина Сергеевна Воеводкина (1 января 1940 — 5 июля 2006) — советский тренер по конькобежному спорту, Заслуженный тренер РСФСР (1969), педагог, кандидат педагогических наук, доцент.

## Биография
Родилась 1 января 1940 года. В 1959 году Валентина стала победительницей и призёром всесоюзных студенческих игр в конькобежном спорте. Окончила Омский государственный институт физической культуры в 1961 году. В 1963 году ей было присвоено звание Мастера спорта СССР по конькобежному спорту.
Стала тренером по конькобежному спорту и в 1969 году за свои тренерские достижения была удостоена звания Заслуженного тренера РСФСР. Среди её самых известных учеников — призёрка Олимпийских игр 1972 года, призёрка чемпионата Европы 1972 года, семикратная чемпионка СССР Вера Краснова, а также многократный призёр чемпионатов СССР Александр Керченко.
Позже занималась научной и преподавательской деятельностью. С 1988 года работала доцентом на кафедре велосипедного и конькобежного спорта в Сибирской государственной академии физической культуры. За время своей работы она опубликовала более 30 научных трудов.
Умерла 5 июля 2006 года. Похоронена на Ново-Южном кладбище в Омске.